# Ramulus lineatus
Ramulus lineatus is een insect uit de orde Phasmatodea en de familie Phasmatidae. De wetenschappelijke naam van deze soort is voor het eerst geldig gepubliceerd in 1893 door Karl Brunner-von Wattenwyl.